# Plecoptera juba
Plecoptera juba är en fjärilsart som beskrevs av Swinhoe 1902. Plecoptera juba ingår i släktet Plecoptera och familjen nattflyn. Inga underarter finns listade i Catalogue of Life.